# Honoré Charles Reille
Honoré Charles Michel Joseph Reille (Antibes, 1 de septiembre de 1775-París, 4 de marzo de 1860), o Honorato Carlos Miguel José Reille como firmaba en España, fue el primer conde de Reille y del Imperio y un general francés de la Revolución y el Imperio, elevado a la dignidad de Mariscal de Francia por el rey Luis Felipe I. Reille es uno de los nombres inscritos en el Arco de Triunfo, específicamente está en la columna 34. Fue gobernador de Navarra (1810-1811)

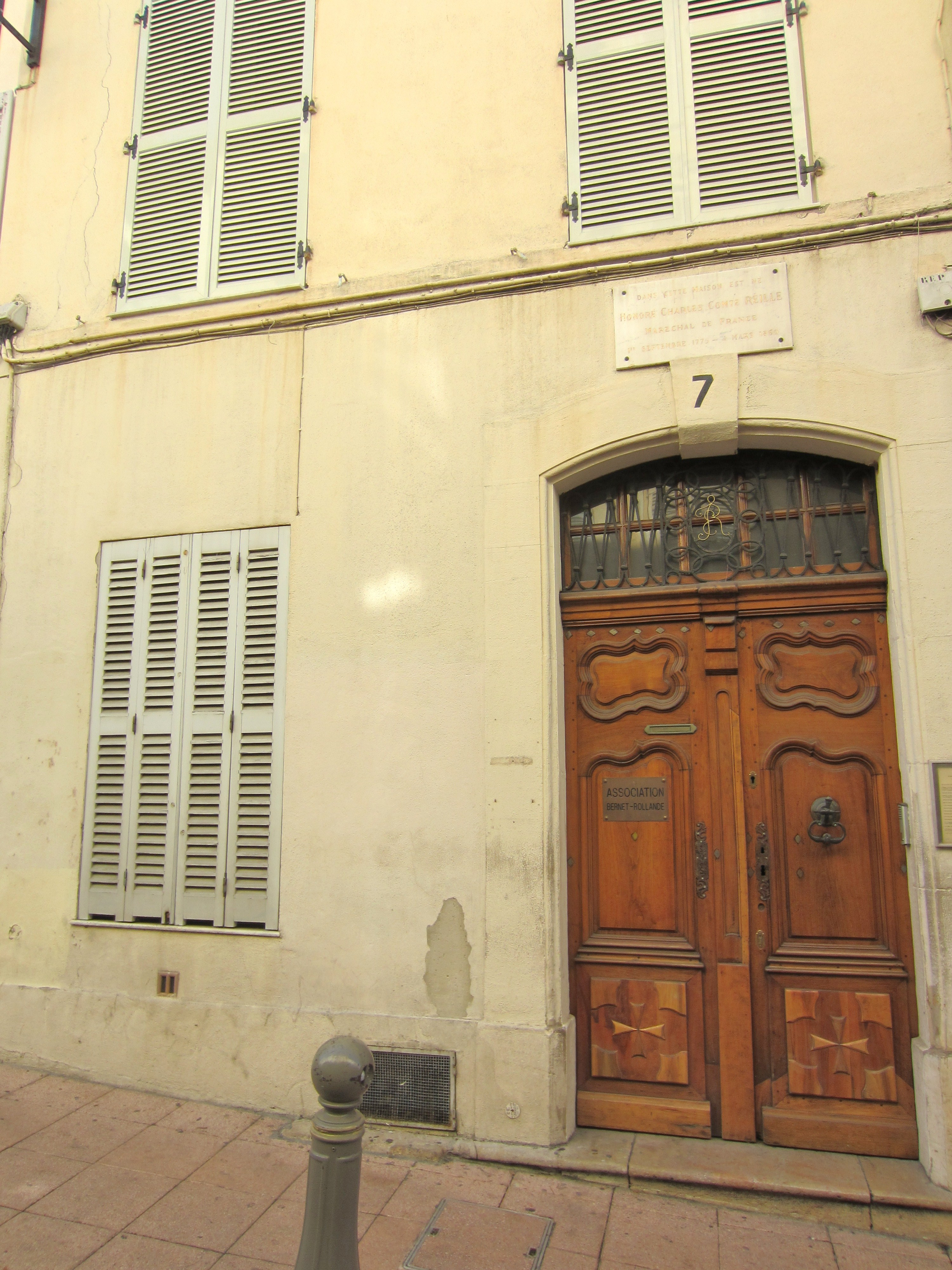
Casa de Antibes donde nació.

## Biografía

### La Revolución
Nacido en Antibes de Joseph-Esprit Reille (1744-1808), lugarteniente de justicia real y alcalde de Antibes, y Marie-Marguerite Vacquier (1754-1825), terminó sus estudios con un profesor particular y entró en el servicio militar como granadero del 1.er batallón de voluntarios del Var el 11 de octubre de 1791. Se convirtió en teniente en el 94.º regimiento de infantería (anteriormente Royal-Hesse-Darmstadt) el 15 de septiembre de 1792. Hizo sus primeras campañas en Bélgica y se encontró en las batallas de Rocourt, Lieja, la batalla de Neerwinden, etc. Elevado al rango de teniente como recompensa por su coraje, el 27 de noviembre de 1793, fue nombrado capitán el 23 de mayo de 1796, ayudante de campo del general Masséna el 5 de noviembre del mismo año, y asistió a los asuntos que llevaron a la captura de los fuertes y la rendición de Tolón.
Acompaña a Masséna en Italia, se destaca en las diversas batallas que tuvieron lugar antes de la captura de Saorgio, lleva a cabo una brillante carga al mando del general Schérer el 30 de abril de 1794, mostró intrepidez en Montenotte, Dego, Lodi y en la primera batalla de Rivoli donde, envuelto por el enemigo mientras reconoce el curso del Adige, emerge a través de muchos batallones; adquirió una nueva gloria en Ballano, en San Giorgio di Mantua, en el Brenta, donde fue herido, en Caldiero, en la batalla del puente de Arcole, en la Favorita, en Belluno, en Freymar y en Tarvis. En este último asunto, cargando un regimiento de caballería, casi todos los caballos cayeron al mismo tiempo, y el combate que continuó a pie terminó con la captura o muerte de este regimiento. Líder de escuadrón provisional ascendido en el campo de batalla el 7 de enero de 1797, es reconocido en esta capacidad el 23 de mayo siguiente por el general en jefe del ejército de Italia y citado.
Después del Tratado de Campo-Formio, Masséna habiendo obtenido el mando del ejército de Suiza, Reille es nombrado ayudante general el 15 de febrero de 1799, y recibe la orden de reconocer todos los pasos del Rin, desde Graubünden hasta el lago Constanza, así como las posiciones del enemigo; el plan de campaña está regulado por sus informes. Luchó en Chur, Feldkirchen, Luciensteidt, cerca de Zúrich y Schwyz. Herido el general Oudinot, lo reemplaza en el mando de sus tropas, cruza primero el Limmat, entra en Zúrich con Masséna y toma prisioneros mientras persigue al enemigo. Cubre el movimiento de repliegue de las tropas francesas durante los ataques contra Suwarow en el Muttenthal, y participa activamente en la batalla en la que muere el príncipe Talinsky. Cuando Masséna va a Génova como general en jefe, ordena a Reille que reconozca las posiciones del ejército francés, desde Niza hasta Mont-Cenis, y este oficial responde perfectamente a la confianza de su jefe. Llevó un informe interesante al Primer Cónsul, estuvo un tiempo con él e informó del plan de campaña al general Masséna. Reille pasó la noche en medio de la flota inglesa que bloqueó Génova, escapó del fuego de las baterías, de los barcos que lo perseguían y entró en esta ciudad el 2 de mayo de 1800. Se distinguió en el combate del 21 y del 23 en el monte Creto, donde sucedió al general Spital, que resultó herido, y compartió la gloria del bloqueo. Regresó a Francia en agosto de 1800, regresó a Italia con cuerpos de élite bajo las órdenes de Murat, comandante en Florencia, fue jefe de Estado Mayor de un ejército de observación y subjefe del estado mayor general de los ejércitos franceses en Italia.

### Bajo el Consulado y el Imperio
El  29 de agosto de 1803 fue ascendido a general de brigada, sirvió en el campamento de Boulogne y, poco después, el primer cónsul lo envió a Baviera y Austria para observar los movimientos militares de los enemigos. De regreso a París, se encargó de inspeccionar la organización de las tropas procedentes de Santo Domingo. Cumplida esta misión, obtiene bajo el mando del general Lauriston el segundo mando de las tropas embarcadas en Tolón sobre la flota del almirante Villeneuve y asiste en el combate de Finisterre. Dejó la flota en Cádiz y se unió a la Grande Armée para la campaña de Austerlitz; durante esta campaña, comandó en la Alta Austria, el 14 de diciembre de 1806 una brigada del 5.º cuerpo que marcha en primera línea en la batalla de Saalfeld y la batalla de Jena.
En Pułtusk's, su brigada atravesó el centro de las tropas rusas y fue elevado al rango de mayor general el  30 de diciembre de 1806; habiendo sido herido el general Gudin, ocupó su lugar, y pocos días después, el mariscal Lannes lo eligió como su jefe de personal. Al encontrarse a la izquierda de Ostrolenka cuando los rusos atacan esta ciudad, Reille escucha un fuerte cañonazo, se mueve allí y encuentra a las brigadas Ruffin y Campana dolorosamente comprometidas con todo el ejército ruso: se hace cargo del mando de estas brigadas y mantiene la ciudad a pesar de los ataques de los enemigos que le cuadruplican en fuerzas y poseen treinta piezas de artillería frente a las seis propias. Sin embargo, los rusos entraron en Ostrolenka dos veces, pero fueron aplastados y dejaron más de 400 muertos, 700 heridos y 300 prisioneros. Este día en que Reille une la intrepidez con la prudencia, decide al Emperador en nombrarle su ayudante de campo el 13 de mayo de 1807, e instrucciones para ayudarle en el sitio de Stralsund. Tras la paz de Tilsitt, pasó a ser comisario extraordinario en Toscana, de donde partió hacia Cataluña, donde señaló su llegada con el levantamiento del asedio de Figueras, el asedio y la toma de Rosas donde formó la guarnición cuando el general Gouvion Saint-Cyr entra en Cataluña. En septiembre de 1809, fue nombrado comandante del 1.er Cuerpo del Ejército del Norte de España. Enviado al gran ejército, el general Reille llegó allí para asistir al cruce del Danubio y la batalla de Wagram, donde comandó la división de la Guardia responsable de apoyar la batería de 100 cañones del general Lauriston. Informado del desembarco de los ingleses en Zelanda, el emperador confió al general Reille uno de los tres cuerpos formados del ejército de Bernadotte. 

#### Gobernador de Navarra
De Zelanda regresó a España como gobernador de Navarra (desde finales de julio de 1810 hasta diciembre de 1811). Trajo consigo un refuerzo de 8.000 soldados y sustituía a Georges Joseph Dufour que fue destinado a Sevilla a las órdenes del mariscal Soult. Buscando ganarse el favor de los navarros, ante el poco éxito de su antecesor en ello, suprime el 4 de agosto de 1810 el consejo de gobierno que aquel había creado y recrea una Diputación nombrando directamente a seis diputados (uno por cada merindad, más un sexto representando al comercio), que celebró su primera sesión el 7 de agosto de 1810 nombrando presidente a Joaquín Bayona Lapeña.
Derrotó a Francisco Espoz y Mina en el Carrascal, en Serín, y destruyó, con dos compañías de húsares, tres batallones españoles. No teniendo el mariscal Suchet fuerzas suficientes para el sitio de Valencia, Reille fue allí con la división de su nombre, la división de Severoli, y participó en la toma de este lugar. Reille estuvo al mando del Cuerpo del Ebro en Aragón desde el 26 de enero de 1812 hasta el 16 de octubre de 1812, cuando se le dio el mando del ejército de Portugal, 30.000 hombres. Habiendo resuelto el rey José Bonaparte concentrar todas sus fuerzas frente al Ebro, el general Reille evacua las provincias que ocupa y avanza hacia las alturas de Pancorbo, soportando el choque de los enemigos y manteniendo sus posiciones. Habiéndose reunido los ejércitos del Centro y Portugal en Pancorbo, se celebra un consejo de guerra para decidir qué posición tomar. El general Reille propone reunir todas las tropas disponibles, que ascienden a 70.000 hombres, y tomar la línea de operaciones por Logroño y Navarra; pero se juzga conveniente no abandonar el camino de Francia, y habiendo impedido Wellington la reunión de las tropas francesas que son sólo de 33.000 combatientes, cuando tiene 90.000, los franceses son atacados y golpeados. Reille defendió con 7.000 hombres contra casi 20.000, y solo se retiró por orden. En estas últimas operaciones contra los aliados ingleses, españoles y portugueses, comandó la derecha francesa el 6 de julio de 1813, combatiendo en el Bidasoa, en Navarra, en Orthez y en Toulouse.

### Cien días, restauración y monarquía de julio

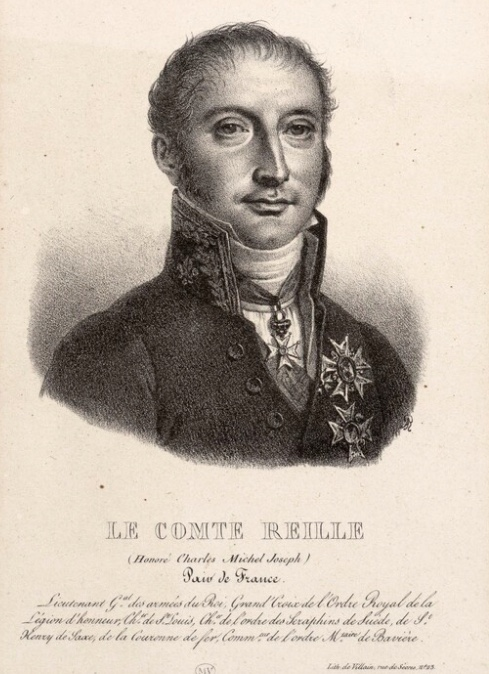
Honoré Reille.

Después de la paz, se casó con la hija del mariscal Masséna. En la primera restauración en 1814, fue nombrado inspector general de infantería de la 14.ª y 15.ª divisiones. El 31 de marzo de 1815 fue enviado a Valenciennes para tomar el mando del 2.º cuerpo de ejército, luchando en Quatre-Bras y Waterloo, donde tiene dos caballos heridos debajo de él. El 30 de julio de 1823, el general Reille fue nombrado miembro de la comisión de defensa, cuya comisión no se formó; y el 17 de febrero de 1828 es parte del Consejo Superior de Guerra. El 15 de noviembre de 1836 fue elegido presidente del Comité de Infantería y Caballería, y el 17 de septiembre de 1847 el rey Luis Felipe I le eleva a la dignidad de Mariscal de Francia; ya es par de Francia.
Murió el 4 de marzo de 1860, en París y está enterrado en el cementerio de Père-Lachaise en la misma tumba que Masséna.

### Genealogía
- Es hijo de Joseph-Esprit Reille (1744-1808) y Marie-Marguerite Vacquier (1754-1825) ;
- Se casó en 1814 con la Victoire Thècle Masséna d'Essling et de Rivoli (1794-1857), hija de André Masséna, con quien tuvo cuatro hijos:
  - André (1815-1887), casado en 1870 con Louise Charlotte de Bongars (1823-1894) ;
  - Charles Gustave (1817-1817) ;
  - Gustave (1818-1895), casado en 1848 con Françoise Anna Masséna d'Essling y de Rivoli (1824-1902);
  - René (1835-1898), casado en 1860 con Marie Eulalie Soult de Dalmatie (1844-1910).

## Condecoraciones
- Legión de Honor
  - Comandante de la Legión de Honor el 14 de junio de 1804;
  - Gran Oficial de la Legión de Honor el 29 de julio de 1814;
  - Gran Cruz de la Legión de Honor el 14 de febrero de 1815.
- Orden Real y Militar de Saint-Louis
  - Caballero de San Luis el 27 de junio de 1814.
- Caballero de la Orden de la Corona de Hierro en 1807.
- Comandante de la Orden Militar de Maximilian-Joseph de Baviera en 1807.
- Caballero de la Orden de Saint-Henri de Saxe en 1807.
- Gran Cruz de la Orden de la Reunión el 3 de abril de 1813.
- Caballero de la Gran Cruz de la Orden de los Serafines de Suecia en 1815.
- Caballero de la Orden del Espíritu Santo, el 21 de febrero de 1830.
- Medalla militar el 13 de junio de 1852.